# 九龍巴士1A線
九龍巴士1A線是香港一條九龍市區巴士路線，由九龍巴士（一九三三）有限公司營辦，來往中秀茂坪及尖沙咀碼頭，途經觀塘市中心、九龍灣、新蒲崗、九龍城、九龍塘、旺角及油麻地，全程收費為$8.2。1A線被公認為九巴流水線王，自1968年開辦至今客量一直處於高水平，亦為目前九巴對外宣傳的代表路線，派車和運作模式更屢創本地及全球巴士業界的先河，亦是香港實施空調及非空調混合服務時間最長的巴士路線，長達21年3個月。
此外，1A這編號是第二次使用，第一代1A線於1962年12月24日起投入服務，來往旺角至九龍城，為1號線的半直通路線，1964年12月1日延長至橫頭磡，因六七暴動而停駛，之後沒有重投服務，現在再重用。

## 歷史
此路線於1968年6月4日投入服務，來往觀塘（裕民坊）及尖沙咀天星碼頭，同時取代來往旺角及秀茂坪的第一代2B線，當時的裕民坊總站設於裕民坊東行線路旁；1A線投入服務時亦設有輔助路線11A，於每日上午繁忙時間來往旺角及牛頭角，並在每日中午至傍晚來往旺角及觀塘，但11A線僅營辦一年多，便在1969年7月20日取消服務。1A線投入服務初期全程收費為四毫，並設有多項雙向分段收費；在1970年7月1日，此線取消所有分段收費，同時全程收費下調至兩毫。在1971年9月15日，此路線觀塘端總站延長至中秀茂坪，收費再由兩毫加至四毫。
此線於1991年2月10日起增派空調巴士行走，為九巴第四條由普通巴士改為普通空調混合的非機場巴士路線，而且空調巴士有其獨立行車時間表，當時空調巴士班次的車費則為$4.5。直至2012年5月7日，此線按《2011－2012年度巴士路線發展計劃》中的建議提升為全空調服務。
早在千禧年時，九巴在三輛行駛此線的巴士上運用全球衛星定位系統（GPS）測試到站時間預報系統，雖然香港高樓大廈林立，影響衛星信號傳送效果，但九巴在2001年時聲稱找到最新技術解決有關問題，更指同年年底會在部分巴士線應用該系統。在2002年，九巴繼續在行駛此線的30輛巴士測試GPS，協助巴士公司確定旗下巴士實時位置，以便早日透過創新科技為在中途各站乘客提供下一班巴士預計到站時間。直至2015年6月27日，此線正式增設到站時間預報。
2018年2月12日起，此線增設與9號線的八達通轉乘優惠，以配合該路線同日起不再服務尖沙咀碼頭。
2019年3月1日起，因應太子道東近景泰苑進行道路工程，往中秀茂坪方向「景泰街」站再臨時遷至近彩虹邨的「采頤花園」站。直至2021年7月1日，往中秀茂坪方向「采頤花園」站移至四美街與太子道東交界的原位置。
九巴於2021年3月向區議會呈交諮詢文件，建議開辦清晨由油塘單向開往美孚的N214線；而為配合N214線開辦，此線由中秀茂坪開出的頭班車擬提早至05:15。然而，運輸署向觀塘區議會提交的文件中，表示此線的班次會由當時的5至10分鐘一班調整至5至15分鐘一班，遭區議員非議為變相減班，而九巴則回應指只是原有頭班車05:30前增加05:15一班車。最終在同年7月12日，此線提早中秀茂坪開出頭班車時間至05:15，當時並未有調整其他時段的班次。然而在同年12月13日起，九巴調整了此線的行車時間表，當中最頻密的時段班次被減至7分鐘一班，星期六晚間亦出現15分鐘時段的班次。

## 服務時間及班次
1A線於每日全日提供來回方向之服務。以下服務時間及班次資訊以最近一次更新時為准。
| 中秀茂坪開       | 中秀茂坪開   | 中秀茂坪開   | 尖沙咀碼頭開     | 尖沙咀碼頭開 | 尖沙咀碼頭開 |
| 日期             | 服務時間     | 班次（分鐘） | 日期             | 服務時間     | 班次（分鐘） |
| ---------------- | ------------ | ------------ | ---------------- | ------------ | ------------ |
| 星期一至五       | 05:15        | 05:15        | 星期一至五       | 06:00－10:20 | 10           |
| 星期一至五       | 05:30－07:06 | 8            | 星期一至五       | 10:20－10:56 | 9            |
| 星期一至五       | 07:06－09:05 | 7            | 星期一至五       | 10:56－11:52 | 8            |
| 星期一至五       | 09:05－09:35 | 7－8         | 星期一至五       | 11:52－17:07 | 7            |
| 星期一至五       | 09:35－16:56 | 7            | 星期一至五       | 17:07－18:52 | 7－8         |
| 星期一至五       | 16:56－18:04 | 7－8         | 星期一至五       | 18:52－19:00 | 8            |
| 星期一至五       | 18:04－18:20 | 8            | 星期一至五       | 19:00－20:30 | 7－8         |
| 星期一至五       | 18:20－20:40 | 10           | 星期一至五       | 20:30－22:50 | 7            |
| 星期一至五       | 20:40－21:40 | 12           | 星期一至五       | 22:50－23:50 | 10           |
| 星期一至五       | 21:40－23:40 | 15           | 星期一至五       | 22:50－23:50 | 15           |
| 星期六           | 05:15        | 05:15        | 星期六           | 06:00－07:00 | 12           |
| 星期六           | 05:30－06:30 | 10           | 星期六           | 07:00－08:44 | 8            |
| 星期六           | 06:30－07:05 | 7            | 星期六           | 08:44－09:44 | 7－8         |
| 星期六           | 07:05－08:50 | 7－8         | 星期六           | 09:44－11:12 | 8            |
| 星期六           | 08:50－19:06 | 7            | 星期六           | 11:12－21:56 | 7            |
| 星期六           | 19:06－19:30 | 8            | 星期六           | 21:56－23:26 | 7－8         |
| 星期六           | 19:30－21:10 | 10           | 星期六           | 23:26－23:50 | 8            |
| 星期六           | 21:10－22:10 | 12           | 星期六           | 23:50－00:50 | 15           |
| 星期六           | 22:10－23:40 | 15           |                  |              |              |
| 星期日及公眾假期 | 05:15－06:00 | 15           | 星期日及公眾假期 | 06:00－08:00 | 10           |
| 星期日及公眾假期 | 06:00－06:40 | 10           | 星期日及公眾假期 | 08:00－11:52 | 8            |
| 星期日及公眾假期 | 06:40－09:04 | 8            | 星期日及公眾假期 | 11:52－21:54 | 7            |
| 星期日及公眾假期 | 09:04－18:10 | 7            | 星期日及公眾假期 | 21:54－23:14 | 8            |
| 星期日及公眾假期 | 18:10－19:30 | 8            | 星期日及公眾假期 | 23:14－00:50 | 12           |
| 星期日及公眾假期 | 19:30－21:40 | 10           |                  |              |              |
| 星期日及公眾假期 | 21:10－23:40 | 12           |                  |              |              |

## 收費
1A線全程收費為$8.2，並設有12歲以下小童及65歲或以上長者半價優惠，當中60歲－64歲香港居民、65歲或以上長者與合資格殘疾人士如以指定八達通繳付此線的車資，均可享有長者及合資格殘疾人士公共交通票價優惠計劃提供的$2票價優惠。乘客登車時需以現金或八達通卡繳付車資，不設找贖；而每位成人乘客可免費帶同最多兩名四歲以下而且不佔座位的兒童乘車。此外，乘客亦可透過多元化電子支付系統（e度嘟）繳付車資，乘客使用此付款方式不能享有與非九巴／龍運路線之轉乘優惠，亦不能享有「公共交通費用補貼計劃」及「長者及合資格殘疾人士乘車優惠計劃」。
1A線沿途單向分段收費如下：
| 上車地點＼落車地點       | 尖沙咀碼頭 | 中秀茂坪 |
| ------------------------ | ---------- | -------- |
| 裕民坊起                 | $7.9       | 不適用   |
| 采頤花園起               | $6.7       |          |
| 奶路臣街起               | $5.8       |          |
| 港九潮州公學起           | 不適用     | $7.6     |
| 九龍灣站起               | $6.7       |          |
| 觀塘轉車站－觀塘市中心起 | $5.1       |          |

### 八達通轉乘優惠
乘客以同一八達通轉乘下列組合，可享車資優惠
1A任何方向↔5R，須在120/60分鐘內轉乘，可享有$2.0車資優惠
1A往尖沙咀碼頭→5M往啟德(德朗邨)，須在120分鐘內轉乘，可享有$4.2車資優惠
1A往尖沙咀碼頭→98往將軍澳工業邨，須在150分鐘內轉乘，可享有$4.2車資優惠
1A往尖沙咀碼頭→296D往九龍站，須在120分鐘內轉乘，可享有兩程合共$10.4車資優惠
1A往中秀茂坪→270A往上水/9往彩福，須在150分鐘內轉乘，可享有分別$7.9及$6.4車資優惠
1A往中秀茂坪→270C往粉嶺(聯和墟)/95往翠林/98往將軍澳工業邨/24往啟業，須在分別150/120分鐘內轉乘，可享有$4.2車資優惠
1A往中秀茂坪→203C往深水埗(大坑東)，須在150分鐘內轉乘，可免費轉乘
9/203C往尖沙咀(麼地道)→1A往尖沙咀碼頭，須在150分鐘內轉乘，可享有分別$5.6及$6.4車資優惠
24往旺角→1A往尖沙咀碼頭，須在120分鐘內轉乘，可享有$4.2車資優惠
108往啟業→1A往中秀茂坪，須在150分鐘內轉乘，可享有$7.9車資優惠
296D往尚德→1A往中秀茂坪，須在60分鐘內轉乘，可免費轉乘

## 使用車輛
根據《2013－2014年度觀塘區巴士路線計劃》，1A線採用25輛雙層空調巴士提供服務。由於1A線途經專營巴士低排放區，故必須使用達到歐盟五型或以上排放標準的車輛行走。
在1991年引入空調巴士前，此路線主要採用AEC Regent五型（A，俗稱「大水牛」）及利蘭珍寶（D）行走，1980至1986年間也曾使用丹尼士喝采（N），1986年4月14日起加派丹尼士巨龍12米（3N）三軸雙層巴士行走，兩軸巴士亦開始淡出此路線。
1A線於1991年2月10日成為第4條加入雙層空調巴士的非機場巴士路線，空調巴士以利蘭奧林比安11米（AL）為主，輔以少量丹尼士巨龍11米（AD），包括當時隸屬九龍灣車廠的丹尼士巨龍樣辦車（AD1）。當中兩輛利蘭奧林比安用車（AL27和AL118）曾先後於服役此線期意外焚毀，兩車在修復時均採用與富豪奧林比安相同的設計。
1997年中，數輛獲包裝為「易搭巴士」的丹尼士飛鏢（AA）低地台空調單層巴士獲分派至此路線，方便長者及傷殘人士乘搭。九巴更在年末引進全球首輛三軸丹尼士三叉戟三型12米（ATR1）低地台雙層巴士，並將之包裝為「新紀元巴士」作宣傳，ATR1更加入此路線行走，而部份其後出牌的同款巴士亦陸續加入此線。
隨着巴士空調化是大勢所趨，此線在踏入千禧年後陸續加入更多空調雙層低地台巴士行走取代原有非空調巴士用車，包括Enviro500 12米（ATE、ATEU）及配置Wright Explorer車身的富豪超級奧林比安12米（AVW），非空調巴士直至2012年只剩下一輛丹尼士巨龍11米（S3N369）。由於比此線更早加入空調巴士的巴士路線均早於此線改為全空調服務，此線遂成為使用最長時間完成全空調化的巴士路線，最終此線於2012年5月7日全空調化。
全空調化後，此線大部分用車為配置Wright車身和歐盟五型引擎的富豪B9TL 12米（AVBWU）。2014年11月，此線引入配置歐盟六型引擎的Enviro500 MMC 12米混能巴士（ATH2），並於隨後的日子在此路線進行測試。2015年尾，配備歐盟五型引擎的純柴油版本Enviro500 MMC 12米（ATENU）亦加入此線服務。
九巴於2017年6月起再度加入多輛富豪B9TL 12米（AVBWU）行駛此線，相關巴士車身改以「城市脈搏 Heartbeat of the City」紅色色彩為主調，配以銀色線條點綴，九巴標誌置於車身兩旁，而車廂配色與龍運巴士豪華版Enviro500 MMC相近，以商務啡色為主，並採用仿木地板，座椅色彩改用咖啡色配奶白色，關愛座則採用粉紅色配奶白色，取代沿用的粉紅色巴士仔家族圖案，車廂配備12個USB充電插座，全部設於車尾及輪椅位位置。
2022年5月21日起，此路線引入比亞迪B12A 12米（BEB）單層電動巴士行走，同年亦加入富豪B8L 12.8米（V6X）行走，惟單層電動巴已於2023年11月撤離。2024年起，九巴安排比亞迪B12D 12米（BED）雙層電動巴士行走此路線。

## 行車路線

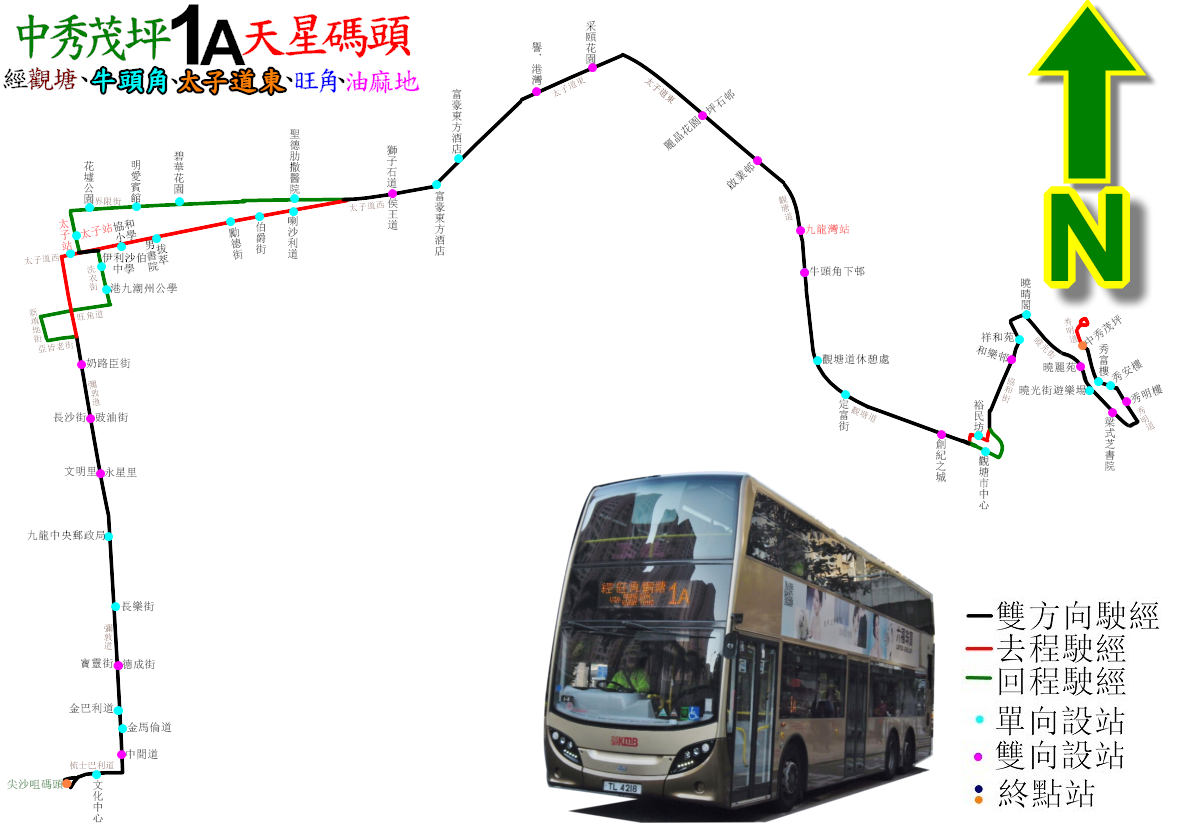
1A線走線圖

1A線由中秀茂坪開出的班次經秀明道、曉光街、協和街、同仁街、裕民坊、康寧道、觀塘道、太子道東、太子道西、彌敦道及梳士巴利道前往尖沙咀碼頭，由尖沙咀碼頭開出的班次經梳士巴利道、彌敦道、亞皆老街、新填地街、旺角道、洗衣街、太子道西、通菜街、界限街、太子道西、太子道東、觀塘道、協和街、曉光街及秀明道前往中秀茂坪，具體停站請參考資訊框。

## 客量
1A線覆蓋範圍非常廣闊，班次頻密，客量高企。然而由於車程冗長，真正乘坐此線往返尖沙咀和觀塘的乘客甚少，不少外地來港旅客的自由行書籍更以此路線作為交通選擇推介。九巴遂於2021年起安排12.8米巴士行走此路線，以提高運載力。
此外，此線途經站位眾多，經常有大批乘客上落，多年來都是扒手行竊的高危路線，屢有該線乘客在車上被劫去財物。2017年曾有乘客在尖沙咀登車往九龍城途中被竊款現款600元。

## 宣傳
近年九巴經常利用1A線進行宣傳。為進一步改善空氣質素，九巴於2013年獲政府資助購買3輛配置歐盟六型引擎混合電能及柴油版的Enviro500 MMC 12米雙層低地台空調巴士（命名為「hBus」），首2輛已於2014年9月運抵香港，並於2014年11月11日安排首輛出牌的同款巴士於尖沙咀碼頭舉行記者招待會及首航此線，是香港首條採用歐盟六型引擎混合電能及柴油雙層空調巴士行走的路線。全球首輛三軸雙層低地台巴士丹尼士三叉戟三型（ATR1）於2015年9月22日退役，九巴特別在該車服务的最後一日（9月21日）安排「香港首部超低地台雙層巴士光榮引退」活動，在當日17:45增設一個告別班次行走1A線及傳媒專車由中秀茂坪開往尖沙咀碼頭接載乘客。2017年，九巴為了向公眾宣傳「城市脈搏」新車，於該年8月13日舉行「KMB 1A @ 紅巴體驗日」活動，當日全數「城市脈搏」塗裝巴士均獲安排行走此線，又在當日12:00－18:00於尖沙咀天星碼頭設置攤位，免費派發「紅巴」明信片、DIY紙巴士模型和模型優惠券，並向與「紅巴」合照的參加者提供免費曬相服務。2022年12月，九巴利用卡通人物My Melody作宣揚巴士乘車安全和禮儀，並安排印有九巴仔及My Melody的全車身廣告主題巴士行走此線，以作宣傳。九巴於2023年舉辦「Go Green, Anderson巴士車身設計比賽」，以觀塘區小學生為對象，以繪畫表達對安達臣道新發展區綠化建設及交通的期盼，並安排兩辆印有冠軍作品的全車身廣告主題巴士（XL709和XL1386）於同年4月2日行走此線；適逢該年為九巴成立九十週年，九巴和紙牌遊戲UNO合作，推出「九巴九十周年 X UNO™」全車身廣告主題巴士，車身以UNO四色作為設計，並加入九巴仔和UNO卡牌中的圖案，該主題巴士亦獲行駛於此線以作宣傳。
2021年起，1A線車隊成為多個藝人粉絲團上掛祝賀藝人生日或宣傳派台作品的全車身廣告的媒介。在2021年7月，一輛Enviro500 MMC 12米（VK8296）調入此路線行走，並上掛祝賀香港男子組合（男團）MIRROR成員盧瀚霆於7月7日26歲生日的全車身廣告，由粉絲集資刊登，時任油尖旺區議員陳嘉朗更教一眾粉絲使用名為「ACROSS」的應用程式，追蹤相關巴士的位置。自此起，不少粉絲均開始投放資源到應援巴士廣告，至今前後已有多個不同藝員宣傳廣告指定行走此線。
此外，九巴近年亦與其他商業公司和偶像後援會合作，在此線舉辦限定免費乘車優惠日。2021年9月19日，九巴與香港虛擬銀行WeLab Bank合作舉辦免費乘車日，乘客可於該日無限次免費乘搭此路線；2022年12月24日，九巴與服裝品牌UNIQLO合作舉辦免費乘車日，乘客亦可於該日無限次免費乘搭此路線。為慶祝ERROR成員郭嘉駿33歲生日，九巴與193Club（郭嘉駿歌迷會）合作，於2023年1月14日舉辦免費乘車日，乘客可於當日無限次免費乘搭此路線之指定用車（VF993）；而為慶祝女歌手炎明熹18歲生日，九巴亦與炎明熹粉絲後援會合作，於同年4月9日舉辦免費乘車日，乘客可於當日無限次免費乘搭此路線之指定用車（VB6984）。